# Maro bureensis
Maro bureensis là một loài nhện trong họ Linyphiidae.
Loài này thuộc chi Maro. Maro bureensis được Andrei V. Tanasevitch miêu tả năm 2006.